# 刘宁 (十六国)
劉寧，五胡十六国時代後趙人物。

## 生平
劉寧在後趙担任寧遠将軍。347年五月，麻秋、石寧、王擢一起攻打前涼。麻秋、石寧率軍十二万驻河南，劉寧、王擢攻克晋興、广武、武街，越过洪池嶺，进至曲柳。張重華命令将軍牛旋迎击，牛旋却撤退至枹罕，不敢交战，这让姑臧百姓大为不满。張重華派行衛将軍謝艾、軍正将軍索遐率领两万大军，抵御敌军。謝艾率部出击，挡住了后赵军的进攻，别将楊康在沙阜击破劉寧，王擢率部退守金城。
劉寧後任安西将軍。349年正月，高力督梁犢在下辨謀反，劉寧迎击大敗。
四月，石虎去世，石世继位，因石世年幼，政权由母亲劉皇太后、太保張豺主持。劉寧和石閔、姚弋仲、蒲洪、王鸞一起到李城去见彭城王石遵。他们说：「殿下（石遵）年长，德才兼备。先帝（石虎）有意让殿下当继承人。因他晚年昏惑，才被张豺所欺误。如今女主当朝，奸臣独揽朝政，上白（上白城李农）那里双方相持不下，京师宿衛空虚。殿下如果声讨张豺的罪行，击鼓进军对他进行讨伐，谁不打开城门、掉转武器而迎接殿下。」石遵杀死了石世，篡位。之后，石閔杀石遵，立石鉴，然后杀石鉴，恢复姓冉，称帝建立冉魏。
351年七月，後趙将軍刘显在襄国自立为皇帝，以劉寧为大司馬，封清河王。
352年正月，刘显攻打冉魏占据的常山。冉閔亲率八千騎兵来救援。劉寧逃到棗強，归降冉閔。冉閔統合劉寧兵马攻破刘显，攻克了襄国，刘显和公卿以下一百余人被处决。
四月，前燕輔弼将軍慕容評、中尉侯龕率騎兵一万包围冉魏国都鄴城，劉寧与弟弟劉崇率胡騎三千逃亡晋陽。
十月，劉寧派遣使者归顺前燕，担任車騎将軍。封范陽公。后来以任地遒县归顺前秦。355年四月，再降前燕，率领二千户到薊城向慕容儁謝罪。慕容儁赦免了他，担任後将軍。